# آنا چارتوریسکا-نیمچیتسکا
آنا چارتوریسکا-نیمچیتسکا (لهستانی: Anna Czartoryska-Niemczycka؛ ‏ زادهٔ ۸ ژانویه ۱۹۸۴) خواننده و بازیگر اهل لهستان است.
وی متعلق به خانواده‌ای نجیب‌زاده و اشرافی و دانش‌آموختهٔ رشتهٔ موسیقی‌شناسی در دانشگاه ورشو است و سپس به تحصیل در رشته بازیگری در آکادمی ملی هنرهای نمایشی الکساندر زلوروویچ در ورشو مشغول شد و در سال ۲۰۰۹ از آنجا فارغ‌التحصیل شد.
از فیلم‌ها یا مجموعه‌های تلویزیونی که وی در آن‌ها نقش داشته‌است، می‌توان به خانواده کوالسکی در برابر خانواده کوالسکی، تازه‌کار، قواعد بازی، جاسوسان ورشو، در خوشی و سختی و دهن‌به‌دهن اشاره نمود.